# Herzberg (Obere Warnow)
Herzberg ist ein Ortsteil der Gemeinde Obere Warnow im Landkreis Ludwigslust-Parchim in Mecklenburg-Vorpommern. Bis Ende 2011 war Herzberg eine eigenständige Gemeinde mit den Gemeindeteilen Herzberg, Lenschow und Woeten.

## Geografie
Der Ort liegt etwa 15 Kilometer nördlich von Parchim. Größere Teile der Gemarkung, zum Beispiel das Torfmoor Bahlenholz, sind flach und sumpfig. Größtes Fließgewässer ist der Streitgraben, der bei Woeten in die Warnow mündet. Höchste Erhebung dürfte der Mühlberg westlich von Herzberg mit 82,8 m ü. NHN sein. Durch Herzberg führt die Landstraße 16.

## Geschichte
Herzberg (Hertzeberch, Hertesbergh) wurde urkundlich 1324 erwähnt, als Fürst Heinrich der Löwe zu Mecklenburg am 11. November 1324 vierzehn Dörfer im Land Sternberg an die von Plessen verpfändet. Am 17. Juni 1367 erließ Herzog Johann von Mecklenburg eine Urkunde, in welcher er ihnen den Besitz von Herzberg mit allen Rechten verbrieft. Zwar verlieren sie es von 1670 an einige Jahrzehnte an die von Schack, sie behielten trotzdem die Hand darauf. Bis 1793 blieben die von Plessen die Herren des Gutes und des Dorfes. Erst ab 1794 geht Herzberg an anderen Besitz.
In einer viel später mitgeteilten Sage im 17. Jahrhundert werden die von Plessen auch zu den Gründern der Kirche in Herzberg gemacht, doch in mittelalterlichen Urkunden ist dazu nichts überliefert. Fast hundert Jahre lang wechseln häufig die Besitzer das Gut und das Kirchenpatronat in Herzberg. 1892 kauft dann der Rittmeister Wilhelm Karl Arthur von Treuenfels das Gut für 1 140 000 Mark von dem kurz vor seinem Tode noch in den Adelsstand erhobenen Ernst Heinrich Ludwig Robert Schalburg.
Im Mai 1920 gründete der Oberstleutnant a. D. Gerhard Roßbach die rechte Arbeitsgemeinschaft Roßbach e. V. Es wurden so in Mecklenburg ehemalige Offiziere und Soldaten als landwirtschaftliche Hilfskräfte getarnt auf dem Lande bei Gutsbesitzern untergebracht. Im Kreis Parchim gehörte der Herzberger Oberstleutnant a. D. Hermann Ernst Wilhelm von Treuenfels zu den Roßbachern. Sein Gut mit über 1.000 Hektar Land war eines der größten in der Umgebung. Martin Bormann, der spätere Reichsleiter und Privatsekretär Adolf Hitlers, absolvierte ab 1920 auf dem Herzberger Gut eine landwirtschaftliche Ausbildung zum Gutsverwalter. Er war im Traditionsverband des ehemaligen Freikorps Roßbach ehrenamtlich als Abschnittsleiter der Organisation tätig. 1924 verbüßte Martin Bormann eine einjährige Haftstrafe wegen Beihilfe und Begünstigung im Mordfall Walter Kadow, dem sogenannten Parchimer Fememord. Der Hagenower Jungkommunist Walter Kadow war ebenfalls auf dem Gut in Herzberg tätig und wollte in die Reihen der Roßbachleute aufgenommen werden. Nach Bormanns Äußerung der Verräter muss weg, wurde Kadow am 31. Mai 1923 im Wald bei Neuhof, nördlich von Parchim durch Rudolf Höß, den späteren Kommandanten von Auschwitz ermordet. Rudolf Höß wurde verhaftet und am 15. März 1924 am Staatsgerichtshof Leipzig zu zehn Jahren Zuchthaus verurteilt und kam schon am 14. Juli 1928 wieder frei.
Am 1. April 1921 wurde die bis dahin eigenständige Gemeinde Muschwitz eingegliedert. Am 1. Juli 1950 wurde Lenschow eingemeindet, am 1. Januar 1964 Woeten.

### Dorf und Gut

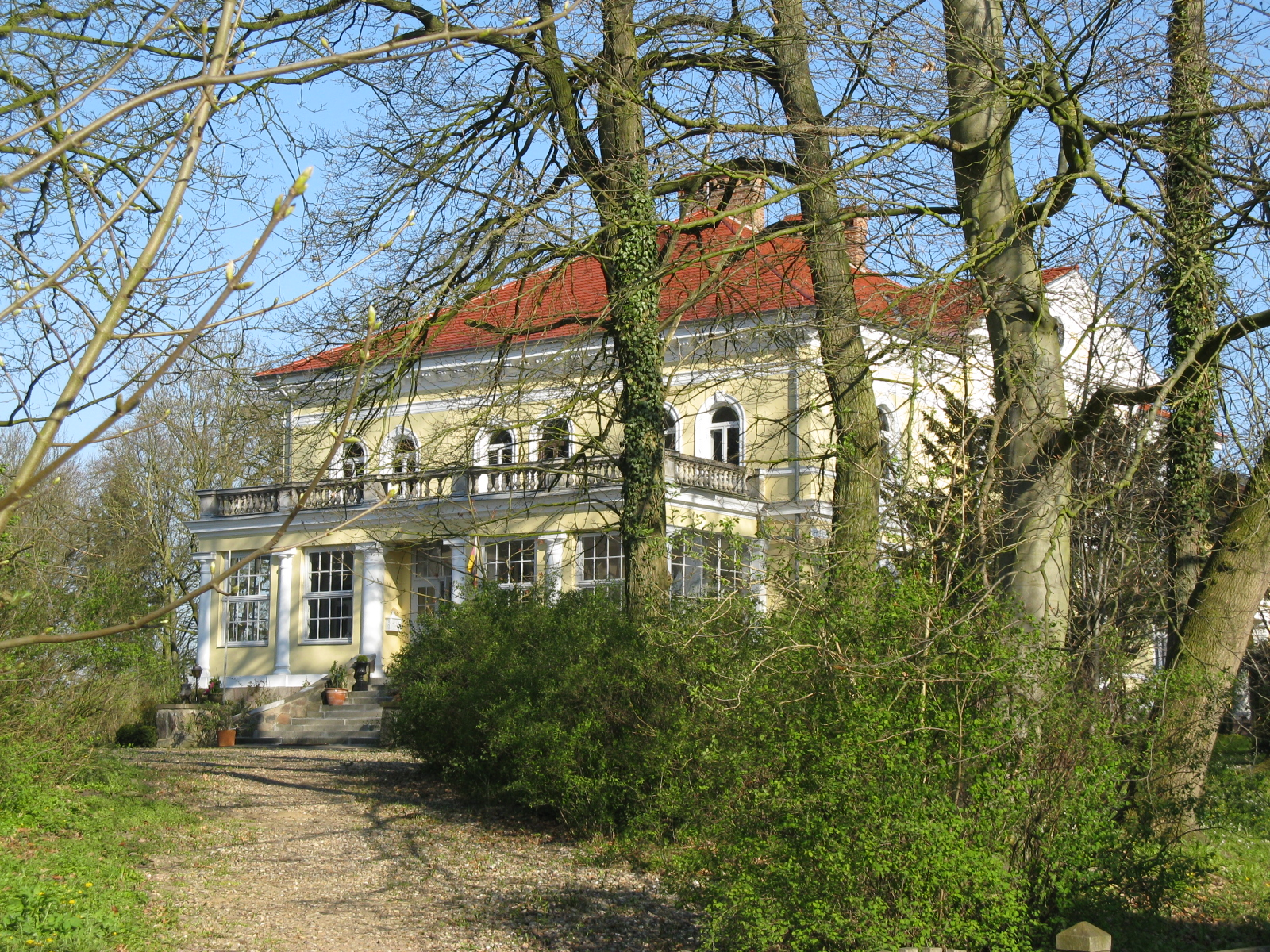
Gutshaus in Herzberg

Nach der Bodenreform 1945 bis 1946 wurden die Ackerflächen der Güter neu vermessen und gegliedert. Beim Gut Herzberg waren es 790 Hektar, beim Gut Lenschow 498,4 Hektar und beim Gut Muschwitz 392,5 Hektar. Die Flächen wurden aufgeteilt und Lenschow, Herzberg, Muschwitz und Neu Herzberg mit Neubauern aufgesiedelt. Ab 1952 wurden die Güter vom neu gegründeten Volkseigenen Gut (VEG) Herzberg verwaltet und bewirtschaftet. In den Folgejahren verließen etliche Neu- und Altbauern Lenschow, Herzberg, Muschwitz und Neu Herzberg und flohen in den Westen. Durch die zunehmende Zentralisierung nach 1960 verloren die Orte Muschwitz und Neu Herzberg allmählich an Bedeutung, blieben über Jahre ungenutzt und unbewohnt und verfielen. Nach 1980 wurden die verbliebenen Ruinen nach Baumaterialgewinnung abgerissen und eingeebnet.
Der 4,55 Hektar große geschützte Landschaftspark wurde um 1970/80 durch einen darin errichteten Schulkomplex mit vier dreigeschossigen Gebäuden zersiedelt. Die Schule wird seit Jahren nicht mehr genutzt und die Gebäude befinden sich nach Vandalismus in einem einsturzgefährdeten Zustand.
Am 1. Januar 2012 wurde Herzberg in die neue Gemeinde Obere Warnow eingegliedert.
Besitzfolge des Gutes
- 1670 erwähnt Familie von Schack
- 1733–1793 Familie von Plessen
- 1778–1787 Oberhauptmann Hans Friedrich von Plessen
- 1788–1793 Stallmeister Friedrich Wilhelm von Plessen
- 1793–1794 Hauptmann Karl Baron von Birckhahn
- 1795–1796 Jakob Friedrich Lange
- 1796–1800 Domherr Georg August Freiherr von Hammerstein
- 1800–1801 Kammerjunker Georg Wilhelm von Hammerstein
- 1801–1837 Hofmarschall Friedrich Burchard von Maltzan
- 1837–1854 Friedrich Carl Albert Baron von Maltzan
- 1854–1855 Baronin von Maltzan, geb. von Moltke
- 1856–1893 Robert von Schalburg
- 1893–1912 Rittmeister Wilhelm Karl Arthur Albert von Treuenfels
- 1912–1939 Oberstleutnant Hermann Ernst Wilhelm von Treuenfels
- 1924–1945 Karl Wilhelm von Treuenfels
- 1952–1990 VEG Herzberg
- 1998 aktuell Kruse Kg., Gut Herzberg

## Sehenswürdigkeiten

### Kirche

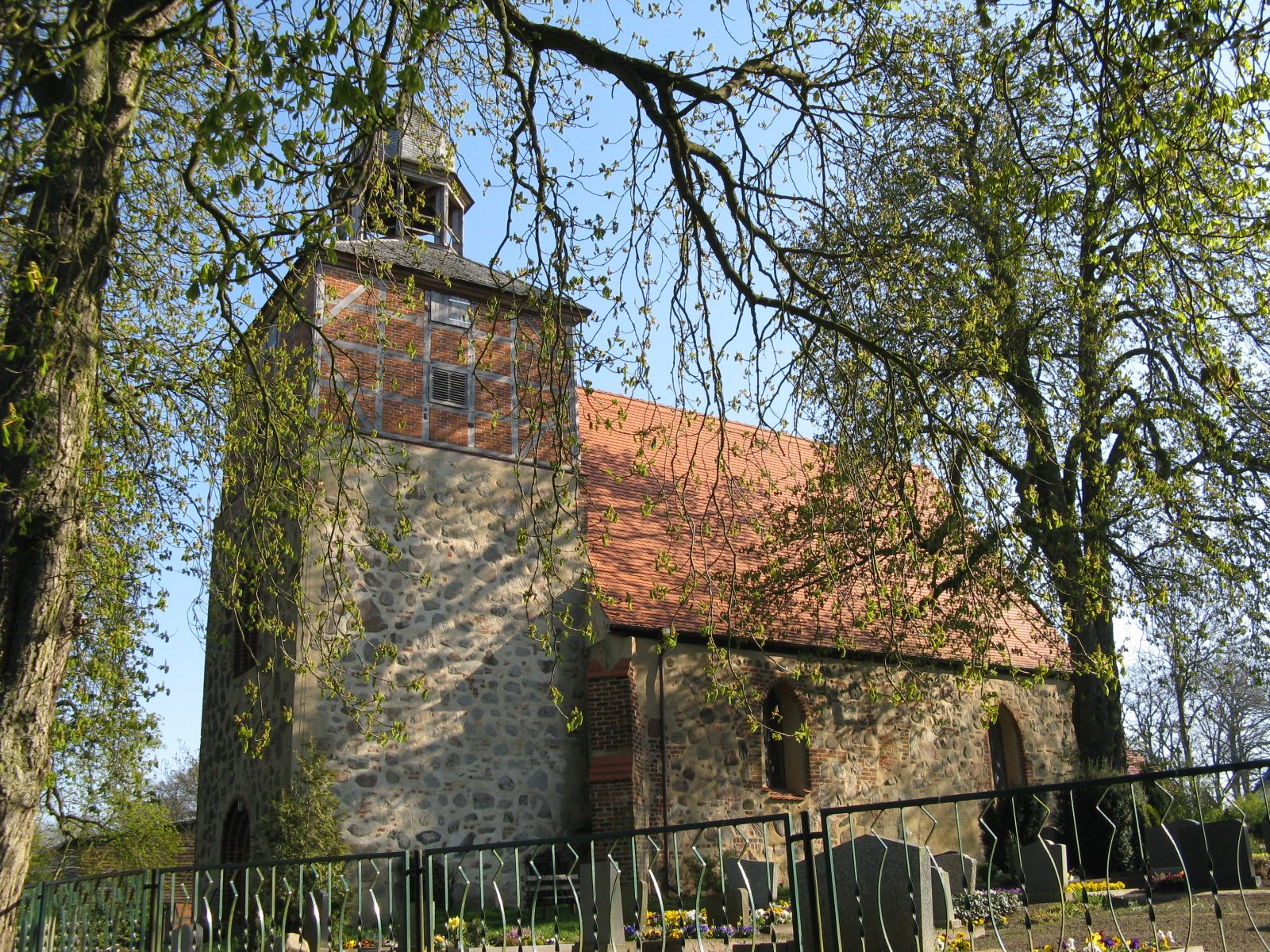
Dorfkirche in Herzberg

Die Kirche in Herzberg ist ein Feldsteinbau aus dem 14. Jahrhundert. Herzberg mit Lenschow gehören zur Evangelisch-Lutherischen Kirchengemeinde Granzin mit Pfarrsitz in Benthen. Die Kirchengemeinden gehören zur Kirchenregion Parchim in der Propstei Parchim des Kirchenkreis Mecklenburg der Evangelisch-Lutherischen Kirche in Norddeutschland.

## Weitere Sehenswürdigkeiten
- Gutshaus in Herzberg
- Gutsparks in Herzberg und in Lenschow
- Dorfkirche Herzberg
- historischer Backofen in Woeten
- Dorfensemble in Woeten

## Töchter und Söhne des Ortes
- Friedrich von Maltzahn (1807–1888), Gutsbesitzer auf Lenschow und Herzberg und Politiker
- Steffen Blochwitz (* 1967), Radsportler

### Gedruckte Quellen
- Mecklenburgisches Urkundenbuch (MUB)

### Ungedruckte Quellen
Landeshauptarchiv Schwerin (LHAS)
- LHAS 3-2-3/1 Landeskloster/Klosteramt Dobbertin. Gerichtsbarkeit Nr. 4349 Klage des Oberhauptmanns von Plessen auf Herzberg gegen den Pächter Carstens wegen Beleidigung. 1773–1776.
- LHAS 5.12-3/1 Mecklenburg-Schwerinsches Ministerium des Innern. Nr. 6854 Gemeinde Herzberg-Muschwitz. Nr. 24349 Beschwerde der Gutsherrenschaft zu Herzberg wegen Sperrung des Weges zwischen Muschwitz und Lenschow 1890.